# Lista de livros sobre Albergaria-a-Velha
Lista de livros editados que abordam o concelho de Albergaria-a-Velha, por tema:

## Concelho
- Albergaria-a-Velha e o seu Concelho [1944-1957]
  - Autor: António Fortunato de Pinho
  - Nº de Páginas: 144
  - Edição: Tipografia Vouga, 1957

- Albergaria-a-Velha: Oito Séculos - do Passado ao Futuro
  - Autor: António Homem de Albuquerque Pinho
  - Nº de Páginas: 98
  - Edição: Reviver Editora, 2001 (2ª edição lançada em 2002)

## Freguesias
- Angeja e a Região do Baixo Vouga
  - Autor: Ricardo Nogueira Souto
  - Nº de Páginas: 147
  - Edição: Minerva Central, 1937

- Angeja - Rainha do Vouga (poesias)
  - Autor: José Venâncio Matos
  - Nº de Páginas: 55
  - Edição: Papelaria Fernandes e Cª, 1913

- Travassô, Alquerubim e Outras Localidades da Região Vouga
  - Autor: Laudelino Miranda Melo
  - Edição: Gráfica Aveirense, 1942

- Angeja, Vila do Baixo Vouga
  - Autor: António Homem de Albuquerque Pinho
  - Nº de Páginas: 168
  - Edição: CMAV, 1997

- Auranca e a Vila da Branca: perspectivas
  - Autor: Nélia Maria Martins de Almeida Oliveira
  - Nº de Páginas: 196
  - Edição: CMAV, 1997

- Valmaior - Ao Longo dos Séculos
  - Autor: Delfim Bismarck Ferreira
  - Nº de Páginas: 358
  - Edição: Junta de Freguesia de Valmaior, 2005

- As Pontes de São João de Loure (1896-2006)
  - Autor: Delfim Bismarck Ferreira
  - Nº de Páginas: 48
  - Edição: EP - Estradas de Portugal, 2006

- Telhadela - Perspectiva Histórica e Etnográfica
  - Autor: Nuno Jesus, Emília Campos e Vera Marques
  - Nº de Páginas: 294
  - Edição: GRC Telhadela, 2009

- Ribeira de Fráguas - A Sua História
  - Autor: Nélia Oliveira e Nuno Jesus
  - Nº de Páginas: 204
  - Edição: CEDIARA, Março 2010

- Metamorfoses… das viagens do Passado ao Presente
  - Nº de Páginas:
  - Edição: Junta de Freguesia de Albergaria-a-Velha, 2010

- Baú das Memórias
  - Nº de Páginas: 263
  - Edição: Junta de Freguesia de Albergaria-a-Velha, 2012

- Dos Autarcas Branquenses: 183 anos de história local
  - Autor: Nélia Oliveira
  - Edição: Junta de Freguesia da Branca, 2018

- Telhadela - Construção de uma Memória
  - Autor: Nuno Jesus, Rafael Marques Vigário
  - Edição: GRC Telhadela, 2019

## Documentos Históricos
- Carta de Foral da Vila de Frossos
  - Autor: António Tavares Simões Capão
  - Edição: Paisagem, 1984

- Carta de Couto de Osseloa - 1117
  - Autor: Maria Alegria F. Marques
  - Nº de Páginas: 54
  - Edição: Reviver/CMAV, 2005

- Foral de Angeja - 1514
  - Transcrição: Maria Alegria Marques
  - Nº de Páginas: 136
  - Edição: CMAV, 2005

- Foral de Paus - 1516
  - Transcrição: Maria Alegria Marques
  - Nº de Páginas: 86
  - Edição: Reviver/CMAV, 2006

- Frossos: A Comenda e o Foral Manuelino
  - Maria Alegria Marques / Paula Pinto Costa
  - Nº de Páginas: 112
  - Edição: O Planeta da Escrita, 2014

## Sobre o património
- Casa e Capela de Santo António em Albergaria-a-Velha (Século XVIII)
  - Autor: Delfim Bismarck Ferreira
  - Nº de Páginas: 556
  - Edição Univ. Moderna, 1999

- Cine-Teatro Alba - 50 anos
  - Autor: Nélia Maria Martins Almeida Oliveira
  - Nº de Páginas: 61
  - Edição: CMAV, 2000

- Moinhos do Concelho de Albergaria-a-Velha
  - Autores: Armando Carvalho Ferreira  e Delfim Bismarck Ferreira
  - Nº de Páginas: 510
  - Edição: A.C.Ferreira, 2003

- Alba - Memórias do Cine-Teatro
  - Edição: CMAV, 2012

- Memórias: História, Arte e Fé - Igreja de Angeja 1613-2013
  - Autor: José Fernando Silva e Luís Altino Bastos Resende
  - Nº de Páginas: 184
  - Paróquia de Angeja, 2013

- A Estalagem Dos Padres Em Albergaria-a-Velha - fundada em 1818
  - Autor: Delfim Bismarck Ferreira
  - Nº de Páginas: 63
  - Edição: 2018

## Outros
- Angeja: Apodos e Alcunhas
  - Autor: 'António José Souto Marques
  - Nº de Páginas: 35
  - Edição: Junta de Freguesia de Angeja, 1991

- Gente Ilustre em Albergaria-a-Velha
  - Autor: António Homem de Albuquerque Pinho
  - Nº de Páginas: 58
  - Edição: CMAV, 1994

- Albergaria-a-Velha: Imagens do Passado
  - Autor: Delfim Bismarck Ferreira
  - Nº de Páginas: 88
  - Edição: Leo Clube de Albergaria-a-Velha, 1994

- Memórias de Albergaria-a-Velha 1 - A Reacção ao Ultimato Inglês
  - Autor: António Homem de Albuquerque Pinho
  - Nº de Páginas: 54
  - Edição: CMAV, 1999

- Associação dos Bombeiros Voluntários de Albergaria-a-Velha : subsídios para a sua história
  - Autor: Delfim Bismarck Ferreira
  - Nº de Páginas: 2005
  - Edição: 2000

- O Combate de Albergaria - A região de Albergaria-a-Velha e Estarreja nas Invasões Francesas de 1809
  - Autor: Delfim Bismarck Ferreira e Rafael Marques Vigário
  - Nº de Páginas: 200
  - Edição: CMAV, 2009

- ALBA - Uma Marca Portuguesa de Automóveis (1952-1961)
  - Autor: José Barros Rodrigues
  - Nº de Páginas: 152
  - Edição: Caleidoscópio, 2009

- Albergaria-a-Velha 1910 – da Monarquia à República
  - Autor: Delfim Bismarck Ferreira e Rafael Marques Vigário
  - Nº de Páginas:
  - Edição: ADERAV, 2010

- Vinte Anos Não São Nada
  - Autor: Nuno Jesus
  - Nº de Páginas: 164
  - Edição: Rancho Folclórico de Ribeira de Fráguas, 2013

- Alba - Uma marca portuguesa no mundo
  - Autores: Delfim Bismarck Ferreira e Pedro Martins Pereira
  - Nº de Páginas:
  - Edição: Aderav, 2016

- A Banda De Angeja 1867-2017
  - Autor: Teresa Cruz Tubby e Valter Santos
  - Nº de Páginas: 365
  - AIRA, 2018